# Sonatine pour clarinette et piano de Bohuslav Martinů
Pour les articles homonymes, voir Sonatine pour clarinette et piano.
La sonatine pour clarinette et piano (H. 356) du compositeur tchèque Bohuslav Martinů est une œuvre tardive composée le 20 janvier 1956, alors que Martinů vivait à New York.

## Structure
L'œuvre est jouée en un seul mouvement mais se compose de trois sections bien définies :
- Moderato
- Andante
- Poco allegro

Durée : environ 10 min.

## Style
La Sonatine révèle l'influence du néoclassicisme de Francis Poulenc et d'Igor Stravinsky et la « riche palette de tons-couleurs » de Claude Debussy. Elle est constituée de rythmes de danse (polka) et de marche ainsi que de phrases virtuoses. Des passages d'une nature joyeuse contenant des syncopes inattendues alternent avec des phrases plus sérieuses. On peut voir dans cette musique la nostalgie du compositeur pour le temps plus heureux et plus productif qu'il avait passé à Paris (1923-1940), des années remplies d'interactions animées avec le «Groupe des Six ». Malgré son élégance et sa finition, la musique embrasse également la force passionnée de ses racines tchèques. Malgré sa densité limitée, l'œuvre est d'un intérêt instrumental certain.

## Éditions
- Sonatina pour clarinette en si♭ et piano, Éditions Alphonse Leduc, AL 21 698 (1957) (OCLC 771402099).
- Sonatina per clarinetto e pianoforte, Partitura et parte. Editio Supraphon, H 7479 (1989) (OCLC 635786523).

## Discographie
- Karin Dornbusch, clarinette ; Erik Lanninger, piano (1996, Arabesque) (OCLC 610627626) — Avec des œuvres d'Edison Denisov, Leonard Bernstein, Béla Kovács, etc.
- Henk de Graaf, clarinette ; Daniel Wayenberg, piano (juin 2001, 2 CD Brilliant Classics) — Dans La clarinette classique, avec notamment des œuvres de Carl Maria von Weber, Claude Debussy, Francis Poulenc, Alban Berg, Igor Stravinsky, etc. (OCLC 62463708)
- Julian Bliss, clarinette ; Julien Quentin, piano (2003, EMI) (OCLC 419732718) — Avec des œuvres de Francis Poulenc, Jean Françaix, etc.
- Fredrik Fors, clarinette ; Sveinung Bjelland, piano (février 2004, Harmonia Mundi HMN911853) (OCLC 58532296).
- Ronald Van Spaendonck, clarinette ; Éliane Reyes, piano (juin 2009, Fuga Libera) (OCLC 978681108) — Avec des œuvres de Malcolm Arnold, Nicolas Bacri, Pierre Sancan, etc.
- Ensemble Callioppée (2013, Salamandre) (OCLC 922803281) — Dans Prague, Paris, New York, avec les H 82, 83, 84, 357.